# ¡Hey tú!
¡Hey tú! es el nombre del álbum debut de la banda mexicana de pop rock Aleks Syntek y la Gente Normal. Fue lanzado al mercado por EMI Music en 1990. Cuenta con la participación de la cantante mexicana y exintegrante de la banda Timbiriche Sasha Sokol en el tema "Te quiero así". De este álbum se desprenden los sencillos "Unos quieren subir" y Una pequeña parte de ti.

## Lista de canciones
| N.º | Título                            | Duración |  |
| 1.  | «¡Hey tú!»                        | 3:13     |  |
| 2.  | «Una pequeña parte de ti»         | 3:13     |  |
| 3.  | «Aunque no estés aquí»            | 3:36     |  |
| 4.  | «Te quiero así» (Con Sasha Sokol) | 3:33     |  |
| 5.  | «Blue Jeans»                      | 3:28     |  |
| 6.  | «Unos quieren subir»              | 3:20     |  |
| 7.  | «Para poder atraparte»            | 3:22     |  |
| 8.  | «Los poemas»                      | 4:02     |  |
| 9.  | «Cuando se quiere de verdad»      | 4:02     |  |
| 10. | «Sombras de papel»                | 4:25     |  |
| 11. | «¡Hey tú! (Versión Discotheque)»  | 7:01     |  |